# La Chèze
Chèze (bret. Kez) – miejscowość i gmina we Francji, w regionie Bretania, w departamencie Côtes-d’Armor.
Według danych na rok 1990 gminę zamieszkiwało 597 osób, a gęstość zaludnienia wynosiła 236 osób/km² (wśród 1269 gmin Bretanii Chèze plasuje się na 780 miejscu pod względem liczby ludności, natomiast pod względem powierzchni na miejscu 1081).